# Városlőd
Városlőd es un pueblo ubicado en el distrito de Ajka, en el condado de Veszprém, Hungría.

## Superficie
Posee una superficie de 22,27 kilómetros cuadrados.

## Demografía
Hasta 2019 la población era de 1258 habitantes, con una densidad de población de 56,49 habitantes por kilómetro cuadrado.